# Code du drapeau des États-Unis

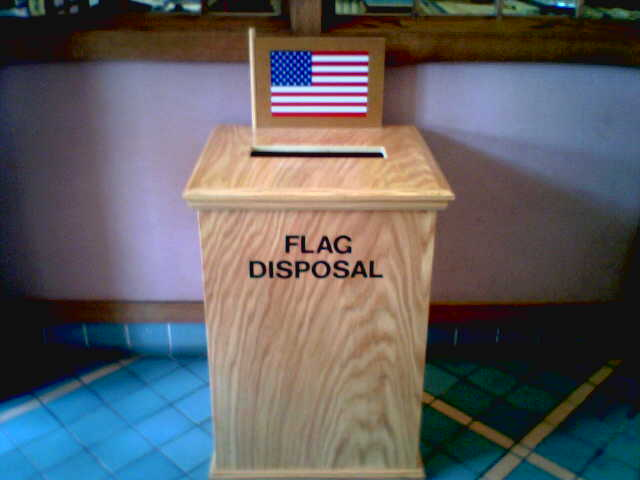
Boîte pour collecter les drapeaux usagés dans une bibliothèque publique.

Le code du drapeau des États-Unis (United States Flag Code) établit des règles indicatives pour l'exposition et l'entretien du drapeau des États-Unis. Il est défini dans le chapitre 1 de Titre 4 du Code des États-Unis. Il s'agit d'une loi fédérale américaine mais il n'y a pas de sanctions en cas de non-respect de celle-ci, la Cour suprême ayant jugé qu'une punition serait en contradiction avec le Premier amendement de la Constitution des États-Unis qui affirme le droit à la liberté d'expression.
Cette étiquette est appliquée dans les lieux sous juridiction américaine. À l'étranger, l'étiquette locale s'applique.